# Аркус тангенс
Аркус тангенс је функција инверзна функцији тангенса на интервалу њеног домена (-π/2,π/2). Користи се за одређивање величине угла када је позната вредност његовог тангенса. Може се дефинисати следећом формулом:
{\displaystyle \operatorname {arctg} \;x=\tan ^{-1}x={\frac {i}{2}}\left(\log(1-ix)-\log(ix+1)\right)}

## Формуле
Следе неке од формула које се везују за аркус тангенс:
{\displaystyle \operatorname {arctg} \;x={\frac {\pi }{2}}-\operatorname {arcctg} \;x} (правило комплементних углова)
{\displaystyle \operatorname {arctg} (-x)=-\operatorname {arctg} \;x\!} (непарност ф-је)
{\displaystyle \operatorname {arctg} \;{\frac {1}{x}}={\frac {\pi }{2}}-\operatorname {arctg} \;x=\operatorname {arcctg} \;x,\ } {\displaystyle x>0}
{\displaystyle \operatorname {arctg} \;{\frac {1}{x}}=-{\frac {\pi }{2}}-\operatorname {arctg} \;x=-\pi +\operatorname {arcctg} \;x,\ } {\displaystyle x<0}
Преко формуле за половину угла се добија и:
{\displaystyle \operatorname {arctg} \;x=2\operatorname {arctg} \;{\frac {x}{1+{\sqrt {1+x^{2}}}}}}
Извод:
{\displaystyle {\frac {d}{dx}}\operatorname {arctg} \;x{}={\frac {1}{1+x^{2}}}}
Представљање у форми интеграла:
{\displaystyle \operatorname {arctg} \;x{}=\int _{0}^{x}{\frac {1}{x^{2}+1}}\,dx}
Представљање у форми бесконачне суме:
{\displaystyle {\begin{aligned}\operatorname {arctg} x&{}=x-{\frac {x^{3}}{3}}+{\frac {x^{5}}{5}}-{\frac {x^{7}}{7}}+\cdots \\&{}=\sum _{n=0}^{\infty }{\frac {(-1)^{n}x^{2n+1}}{2n+1}};\qquad |x|\leq 1\qquad x\neq i,-i\end{aligned}}}